# Blepharita aquilina
Blepharita aquilina là một loài bướm đêm trong họ Noctuidae.